# Вильянуэва, Хосе
Хосе́ Луи́с Вильянуэ́ва (исп. José Luis Villanueva; 19 марта 1913, Манила — 1983) — филиппинский боксёр легчайшей весовой категории, выступал за сборную Филиппин в начале 1930-х годов. Бронзовый призёр летних Олимпийских игр в Лос-Анджелесе, участник многих международных турниров и национальных первенств.

## Биография
Хосе Вильянуэва родился 19 марта 1913 года в Маниле, детство провёл в районе Бинондо — в одном из местных боксёрских залов начал активно заниматься боксом. Уже в возрасте семнадцати лет стал показывать достойные результаты и попал в основной состав национальной сборной. Благодаря череде удачных выступлений на отборочных соревнованиях удостоился права защищать честь страны на летних Олимпийских играх 1932 года в Лос-Анджелесе — дошёл здесь до стадии полуфиналов, после чего по очкам проиграл будущему чемпиону канадцу Хорасу Гвинну. В метче за третье место решением судей победил американца Джозефа Лэнга, в результате чего получил бронзовую олимпийскую медаль. Данная медаль является третьей у Филиппин на Олимпийских играх и первой в боксе.
Вскоре после Олимпиады Вильянуэва принял решение завершить карьеру спортсмена, уступив место в сборной молодым филиппинским бойцам. После завершения спортивной карьеры работал тренером по боксу, в частности, занимался подготовкой своего собственного сына Энтони, который впоследствии стал тоже довольно известным боксёром, выиграл серебряную медаль на Олимпийских играх 1964 года в Токио. Хосе Вильянуэва умер в 1983 году, посмертно включён в Филиппинский зал спортивной славы.